# Cercopithèque de Lowe
Cercopithecus lowei
Espèce
Synonymes
- Cercopithecus campbelli lowei (préféré par NCBI)[2],[3],[4]

Statut de conservation UICN

 VU  : Vulnérable
Le Cercopithèque de Lowe (Cercopithecus lowei) est une espèce de primates de la famille des Cercopithecidae. Elle est présente en Côte d'Ivoire et au Ghana.